# Производство кофе в Сальвадоре
Производство кофе в Сальвадоре — составная часть сельского хозяйства и одна из значимых отраслей экономики Сальвадора.

## История

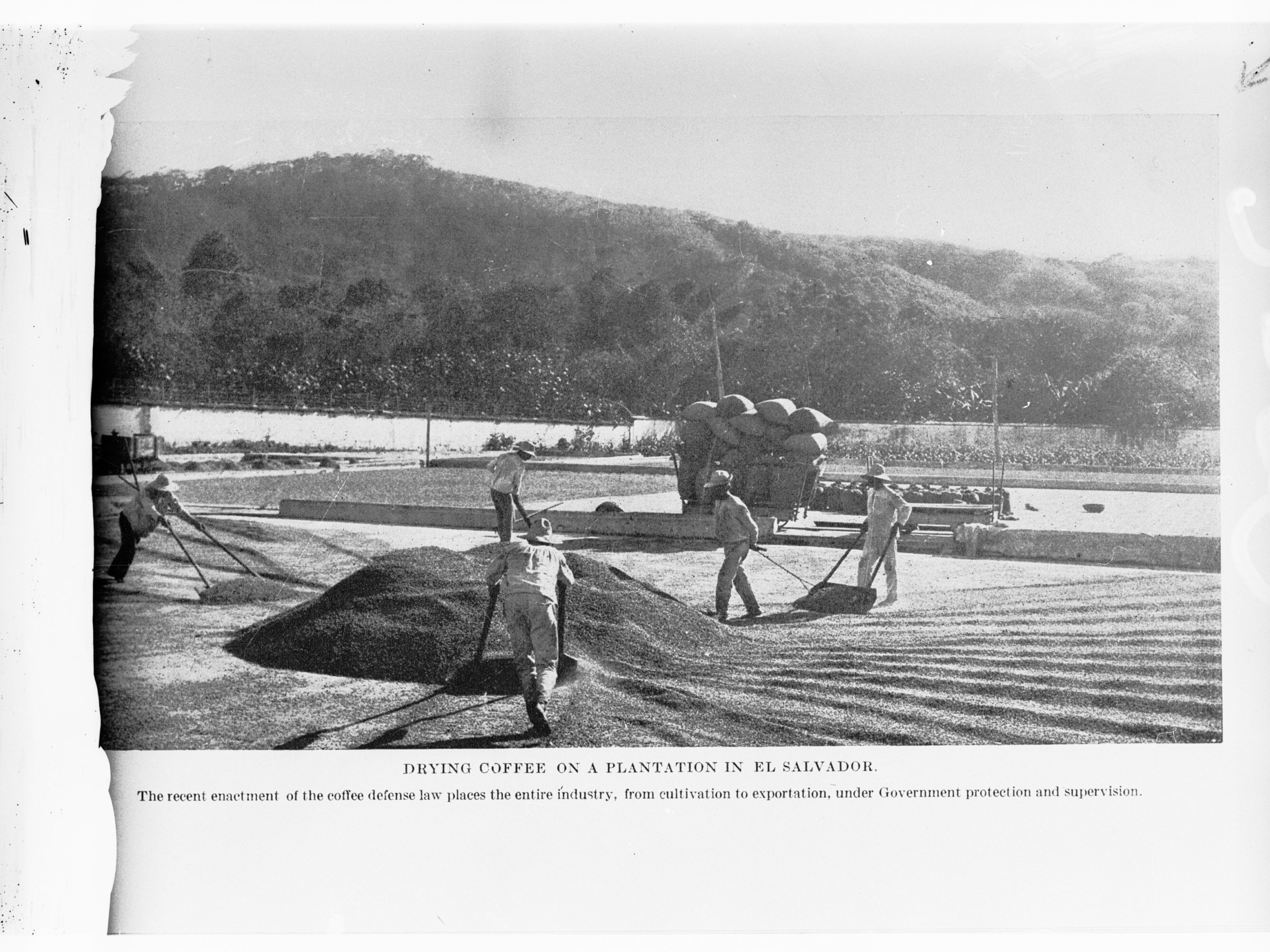
сушка кофе на кофейной плантации (Сальвадор, 1905 год)

Плантационное земледелие в Сальвадоре сложилось в колониальные времена. В 1870-е годы началось развитие капиталистических отношений и проникновение в страну иностранного капитала, при участии которого начинается внедрение культуры кофе (вскоре ставшего главной статьей экспорта и основой экономики страны) и строительство железных дорог (изначально предназначавшихся в основном для обслуживания кофейных плантаций).
В 1881 году экспорт кофе из Сальвадора составил 34,3 тыс. стандартных мешков.
Во время правления президента Р. Сальдивара (1876—1885) было ликвидировано общинное землевладение индейцев, площади под кофейными плантациями и экспорт кофе увеличились.
В начале 1890-х годов кофе стал главным экспортным товаром страны (так, в 1893 году экспорт кофе составлял 5,4 млн. долларов, экспорт металлов — 0,1 млн долларов).
В этот же период, в конце XIX — начале XX века из безземельных батраков на плантациях индиго и кофе начинает формироваться сельскохозяйственный пролетариат, также формируется правящая олигархия «кофейных баронов» (14 семей «кофетелерос»), в значительной степени контролировавших экономическую и политическую жизнь страны. В это время высокие мировые цены на кофе обеспечивали внутриполитическую стабильность.
Во время первой мировой войны Сальвадор остался единственной страной Центральной Америки, не разорвавшей дипломатические отношения с Центральными державами, однако экспорт товаров (в том числе, кофе) в Европу оказался затруднён.
Мировой экономический кризис 1929—1933 годов тяжело отразился на экономике Сальвадора: цены на кофе, дававший в то время 90 % экспортной продукции страны, упали в 3,6 раза — с 44 до 12 колонов за кинталь («стандартный мешок», 46 кг). В результате разорились многие предприниматели и производители, безработица стала массовой, повсеместно снизилась заработная плата (для государственных гражданских служащих — на 30 % к 1932 году), но и её выплачивали не своевременно и не полностью. При этом, на всей территории страны имел место стремительный рост общеуголовной преступности. В таких условиях в январе 1932 года произошло массовое восстание крестьян, жестоко подавленное правительственными силами. Военное положение в стране было отменено только в 1941 году.
19 февраля 1937 года в Вашингтоне между США и правительством Сальвадора было подписано торговое соглашение, в соответствии с которым правительство США гарантировало возможность продажи сальвадорского кофе на территории США в обмен на снижение тарифов для 19 компаний США, торгующих с Сальвадором. 
Во время второй мировой войны для регулирования условий производства и экспорта кофе в стране была создана «Компаниа Сальвадорена де кафе», которая продолжила деятельность и после окончания войны.
В начале 1950х годов кофе выращивали во всех 14 департаментах Сальвадора, но главным образом в западной и центральной части страны. В 1950 году в стране насчитывалось 150 млн кофейных деревьев, общая площадь земель под кофе составляла 130 тыс. гектаров, а урожай 1950 года составил 70,4 тыс. тонн кофе (95 % из которого экспортировалось и лишь 5 % осталось для внутреннего потребления).
13 декабря 1960 года Сальвадор, Гватемала, Гондурас, Коста-Рика и Никарагуа подписали соглашение о создании организации «Центральноамериканский общий рынок» с целью ускорить экономическое развитие путём объединения материальных и финансовых ресурсов, устранения торгово-таможенных ограничений и координации экономической политики.
Однако ситуацию в отрасли существенно осложнил экономический кризис конца 1950-х — начала 1960-х годов, связанный с падением мировых цен на кофе. Рабочее движение в стране активизировалось. В 1962 году сбор кофе составил 96 тыс. тонн. В октябре 1962 года и в 1963 году правительство отменило многие положения трудового законодательства, после этого в 1963—1964 гг. в стране имели место массовые забастовки, в которых участвовали железнодорожники, текстильщики, государственные служащие и работники плантаций. На юге страны имели место вооружённые столкновения полиции с крестьянами, требовавшими аграрной реформы.
После создания в середине 1960-х годов организации стран-экспортёров кофе (International Coffee Organization) Сальвадор вошёл в состав организации.
29 июля 1969 года, после окончания войны с Гондурасом, Организация американских государств наложила экономические санкции на Сальвадор. В период с июня по сентябрь 1969 года в страну вернулось около 100 тысяч беженцев, ранее проживавших в Гондурасе. В сентябре 1969 года ураган «Франселин» причинил ущерб кофейным плантациям. Выросла безработица, обострились социальные противоречия. Ухудшение отношений с Гондурасом привело к затруднениям в вывозе собранного урожая кофе — и уже в ноябре 1971 года запасы кофе на территории Сальвадора составили 56 040 тонн. В этих условиях правительство Сальвадора было вынуждено отправить в 1973 году делегацию для ведения переговоров об установлении торговых отношений с СССР и другими социалистическими странами Европы.
В ноябре 1974 года было подписано торговое соглашение между Сальвадором и СССР (предусматривавшее продажу сальвадорского кофе в СССР).
В 1974 году Сальвадор занимал третье место по экспорту кофе среди стран Латинской Америки (после Бразилии и Колумбии). Кофе являлось одной из главных сельскохозяйственных культур (около 40 % от стоимости всей продукции земледелия) и главным экспортным товаром, под кофе было занято 140 тыс. га плантаций (в основном, сосредоточенных в западной части страны и восточнее реки Лемпа), урожай 1974 года составил 140 тыс. тонн.
В 1976 году сбор кофе составил 180 тыс. тонн.
После начала гражданской войны 1980—1992 гг. положение в стране осложнилось, урожай и сбор кофе сократились. В 1982 сбор кофе составил 143 тыс. тонн, в 1986 году — 141 тыс. тонн. Для финансирования возросших военных расходов правительство увеличило долю кофе, вывозимого на экспорт - и уже в 1983 году на территории страны кофе оказался в дефиците (вместо него пили эрзац-напиток из поджаренных зёрен кукурузы).
В 1987 году сбор кофе составил 141 тыс. тонн, но доходы сократились из-за снижения в 1987 году мировых цен на кофе.
После войны началось восстановление экономики, в 1992 году кофе являлся одной из основных сельскохозяйственных культур и одним из главных экспортных товаров.
7 мая 1995 года Сальвадор вступил во Всемирную торговую организацию.
В 1998 году наводнение и ураган «Митч» нанесли значительный ущерб экономике страны (в том числе, частично уничтожили урожай кофе).
Начавшийся в 2008 году всемирный экономический кризис и вспышка «кофейной ржавчины» (заболевание кофейных деревьев, вызываемое грибком Hemileia vastatrix Berk. et Br.) в 2012 году в странах Центральной Америки осложнили положение в отрасли. Осенью 2020 года ураганы «Эта» и «Йота» стали причиной разрушения части кофейных плантаций, снижения урожая кофе и разорения крестьян в Сальвадоре. Банки начали изымать земельные участки и имущество у разорившихся крестьян, после чего некоторое количество крестьянских семей стали вынужденными переселенцами (часть из них стала нелегальными мигрантами на территории других стран).

## Современное состояние
В 2001 году основой экономики страны оставалось сельское хозяйство (25 % ВВП), в котором было занято 40 % трудоспособного населения, при этом большая часть крестьян была безземельными. Основным экспортным товаром по-прежнему являлось кофе (обеспечивавшее 45 % валютных поступлений).
В 2002 году было собрано 91,5 млн тонн кофе, по этому показателю Сальвадор находился на 17-м месте в мире[уточнить].
Кофе выращивают в горных районах на востоке и в центре страны.